# 片岡明日香
片岡 明日香（かたおか あすか、本名同じ、1975年7月7日 - ）は、日本のグラビアアイドル、女優。岡山県出身。旧芸名は立河あすか。劇団東俳を退所後、プロダクションハーモニーに所属。

## 人物・略歴
- 現在のプロダクションに移る前は劇団東俳の養成所でレッスンをしながら、舞台やテレビに出演していた。
- 『こたえてちょーだい!』などの再現ドラマに出演することが多いことから、「再現ドラマの女王」と言われている。『こたえてちょーだい!』と『わかってちょーだい!』2つあわせて300本の再現ドラマに出演した。
- 女優業の他にもイメージDVDを発売したり、撮影会なども積極的に行っていた。DVDについては、女優に専念するため2005年の『片岡明日香 SELAMANYA』をもって卒業としていたが[1]、2011年に新作DVD『おかえり』を発売した[2]。
- 4人兄弟の長女。血液型はA型。身長155cm、3サイズはバスト79cm、ウェスト59cm、ヒップ81cm。足のサイズは23.5cm。
- 趣味は映画鑑賞、ホームページ作り、作詞作曲、旅。ホームページ作りについては、公式サイト「アシタ、カヲル」を自分自身で作成できるレベル。特技は殺陣、アクション、ジャズダンス、水泳、ピアノ。
- 2021年9月28日、一般男性との結婚を発表[3]。

## 出演

### テレビドラマ
- 小児病棟・命の季節（1997年、テレビ朝日） - 松崎ゆり
- 婦人警官少年犯罪捜査官（1998年、TBS） - 中本裕子
- 新・腕におぼえあり（1999年、NHK） - おはつ
- R-17（2001年、テレビ朝日） - テニス部員
- 母の告白（2002年、フジテレビ） - 婦警
- 新宿鮫 氷舞（2002年、NHK） - ウェイトレス
- 仮面ライダー555 第20話（2003年、テレビ朝日）
- 動物のお医者さん 第10話（2003年、テレビ朝日）
- 火曜サスペンス劇場 刑事・鬼貫八郎17（炎の記憶）（2004年11月30日、日本テレビ） - 海の家の店員
- 結婚できない男 第11話（2006年、関西テレビ）
- パズル（2007年、テレビ朝日） - 今野聖子
- ロト6で3億2千万円当てた男 第7話（2008年、朝日放送・テレビ朝日） - 若き日の立花道代
- 瞳 第22週（2008年、NHK） - 木島先生
- ハンチョウ〜神南署安積班〜 第11話（2009年6月、TBS系） - 記者
- 水曜シアター9 信濃のコロンボ事件ファイル18（2009年9月9日、テレビ東京） - 吉永久美（元ホステス）
- 交渉人〜THE NEGOTIATOR〜 第8-9話（2009年12月10日・17日、テレビ朝日） - パス乗客
- 新春東京ツアー どえりゃあ婆ちゃん探偵団〜湯けむりパラダイスの怪事件（2011年1月4日、東海テレビ） - 看護師
- 土曜時代劇 隠密八百八町 第2話（2011年1月15日、NHK） - 下女
- 土曜ワイド劇場 ヤメ検の女2（2011年2月19日、朝日放送） - 大谷
- 相棒
  - season10 第9話（2011年12月14日、テレビ朝日） - 研究員
  - season16 第15話（2018年2月7日、テレビ朝日） - OL
- ストロベリーナイト 第3話（2012年1月24日、フジテレビ） - 朝倉圭吾の妻
- 月曜ゴールデン 釣り刑事3（2012年8月27日、TBS） - ルイ
- 水曜ミステリー9 ガンリキ 警部補・鬼島弥一3（2013年7月10日、テレビ東京） - 理沙
- 松本清張スペシャル 顔（2013年10月3日、フジテレビ）
- 金曜プレステージ 西村京太郎スペシャル 警部補・佐々木丈太郎7（2014年6月20日、フジテレビ） - 坂西みどり
- 警視庁捜査一課9係 season9 第2話（2014年7月16日、テレビ朝日） - 赤坂ゆかり
- 水曜ミステリー9 ドクターハート 薮田公介の事件カルテ（2014年11月19日、テレビ東京）
- 赤と黒のゲキジョースペシャルドラマ 上流階級〜富久丸百貨店外商部〜（2015年1月16日、フジテレビ）
- 婚活刑事（2015年7月2日 - 9月、日本テレビ） - 安藤玲子
- 水曜ミステリー9「犯罪科学分析室 電子の標的2」（2016年3月23日、テレビ東京） - 宮本亜季
- メディカルチーム レディ・ダ・ヴィンチの診断 第4話（2016年11月1日、関西テレビ）- 歩美 役
- 警視庁捜査一課長season2 第10話(最終話)（2017年6月22日、テレビ朝日） - 貝沼さやか 役
- 土曜ドラマ24 マッサージ探偵ジョー 第11話（2017年6月24日、テレビ東京） - 矢吹原丈の母親の若い頃
- 大全力失踪（2019年4月、NHK BSプレミアム） - 白金クミ子 役
- モコミ〜彼女ちょっとヘンだけど〜 第1話（2021年1月23日、テレビ朝日） - 小島涼子 役
- 新宿野戦病院（2024年7月3日 - 9月、フジテレビ） ※岡山弁監修[4]
- 月曜プレミア8 今野敏サスペンス 警視庁強行犯係 樋口顕「遠火」（2024年11月25日、テレビ東京） - 梅沢玲子 役[5]
- 失踪人捜索班 消えた真実 第4話・第5話・最終回（2025年5月2日・9日・6月6日、テレビ東京） - 内藤綾乃 役[6]

### その他テレビ番組
- 峰竜太のホンの昼メシ前（2001年、日本テレビ）再現ドラマ
- ザ・ジャッジ!（2002年 - 2003年、フジテレビ）再現ドラマ
- 世界痛快伝説!!運命のダダダダーン!（2002年、テレビ朝日）再現ドラマ
- こたえてちょーだい!（2002-2007年、フジテレビ）再現ドラマ
- ASIAN美少女FILE フィフティーンラブ（2004年、USEN440 CG-37ch）
- 独断と偏見情報局 第5回（2004年、エンタ!371）
- ハロー☆アイランド 第3回（2004年、エンタ!371）
- ロンロバ!金メダル（2004年-、TBS） - 「こたえてちょーだい!」司会の川合俊一からの 推薦ゲスト。
- 王様のデザート（2005年-、TBS）不定期出演
- 江原啓之スペシャル 天国からの手紙（2005年、フジテレビ）再現ドラマ
- 芸能人男女8人恋の無人島漂流記（2006年4月14日、テレビ東京）
- わかってちょーだい!（2007年-、フジテレビ）再現ドラマ
- 開運!なんでも鑑定団（2007年、テレビ東京） - リポーター
- 中居正広の金曜日のスマたちへ（2007年、TBS）再現ドラマ - 高橋尚子
- Goroプレゼンツ マイ・フェア・レディ（2009年11月25日・12月2日、TBS） - 再現ドラマ女優
- きれいの魔法（2010年4月13日、NHK教育） - VTR内モデル
- 歴史秘話ヒストリア 第42回 「大奥 史上最大の出世の花道」（2010年6月9日、NHK総合）ドラマ編 - 大奥女中 お初
- 東北魂TV #24-26,2013新春SP第2夜（2012年-、BSフジ） - タケシの元カノ
- あさイチ（2014年5月26日・6月30日・7月30日・9月22日・10月15日・11月26日・12月24日・2015年1月26日・2月23日・3月16日・4月27日、NHK総合）『女性リアル』再現ドラマ
- あなたの知るかもしれない世界（2011年-、フジテレビ）再現ドラマ
- 解決!ナイナイアンサー（2017年、日本テレビ）再現ドラマ

### オリジナルビデオ
- 若妻痴漢遊戯（1999年）※立河あすか時代
- 人妻処刑人R MISSION 1:血塗られた操（2001年）
- RANBU 〜艶舞剣士〜（2004年） - お花
- 孔-KUJAKU-雀 女ハスラー捜査官（2006年）

### ミュージックビデオ
- 鈴懸の木の道で「君の微笑みを夢に見る」と言ってしまったら僕たちの関係はどう変わってしまうのか、僕なりに何日か考えた上でのやや気恥ずかしい結論のようなもの（2013年、AKB48） - 同窓会会場の受付役

### 映画
- GACHAPON!（2004年、内田英治監督） - 岡田めぐ役
- 渋谷怪談 THE リアル都市伝説（2005年、福谷修監督） - 「首つり教室」「リアル都市伝説」
- しあわせなら手をたたこう（2005年、内田英治監督） - OL役
- サムライプリンセス 外道姫（2009年）
- サチ子の場合。（2010年　監督・脚本・撮影・編集）　主演：芳野友美
- こっくりさん劇場版 (2011年)- 北村里佳子役

### 舞台
- 笑顔（2003年）
- 放課後クラブ〜あなたの心をいやしてあ・げ・る（2004年）
- again（TEAM JAPAN SPEC.、2007年3月8日-11日、シアターグリーン BIG TREE THEATER）
- No Pain, No Gain.（TEAM JAPAN SPEC.、2007年9月26日-30日、新宿SPACE107）
- ホスピタルビルド（TUFF STUFF Presents、2008年3月18日-23日、新宿SPACE107）

### CM
- ミツカン「金のつぶ」（2001年）
- カネボウ「NUDY」（2001-2002年）
- M&M's「チョコレートmini」（2001年）
- 九州電話（2002年）
- ガリバー 「まずはガリバー」編（2005年）
- 土崎文化センター「パチってちょーだい」編（秋田ローカル、2007年11月 - ）[7]
- docomo 「3秒クッキング　爆速エビフライ」篇 - (YouTube ドコモ公式チャンネル)[8]
- docomo 「3秒クッキング　爆速餃子」篇 - (YouTube ドコモ公式チャンネル)[9]

## 写真集
- アシタ、カヲル（2004年、ファースト写真集、田村浩章撮影、英知出版） ISBN 978-4754215736

## DVD
1. 色艶々（いろ・いろいろ）（2004年、ファーストDVD、英知出版）
2. 昨日・今日・明日（2005年、レーヴ）
3. ASKA 君がいるから（2005年、トリコロール）
4. 片岡明日香 SELAMANYA（2005年、ラストDVD、トリコロール）
5. おかえり（2011年5月20日、イーネット・フロンティア）[2]